# Ultrafialové záření

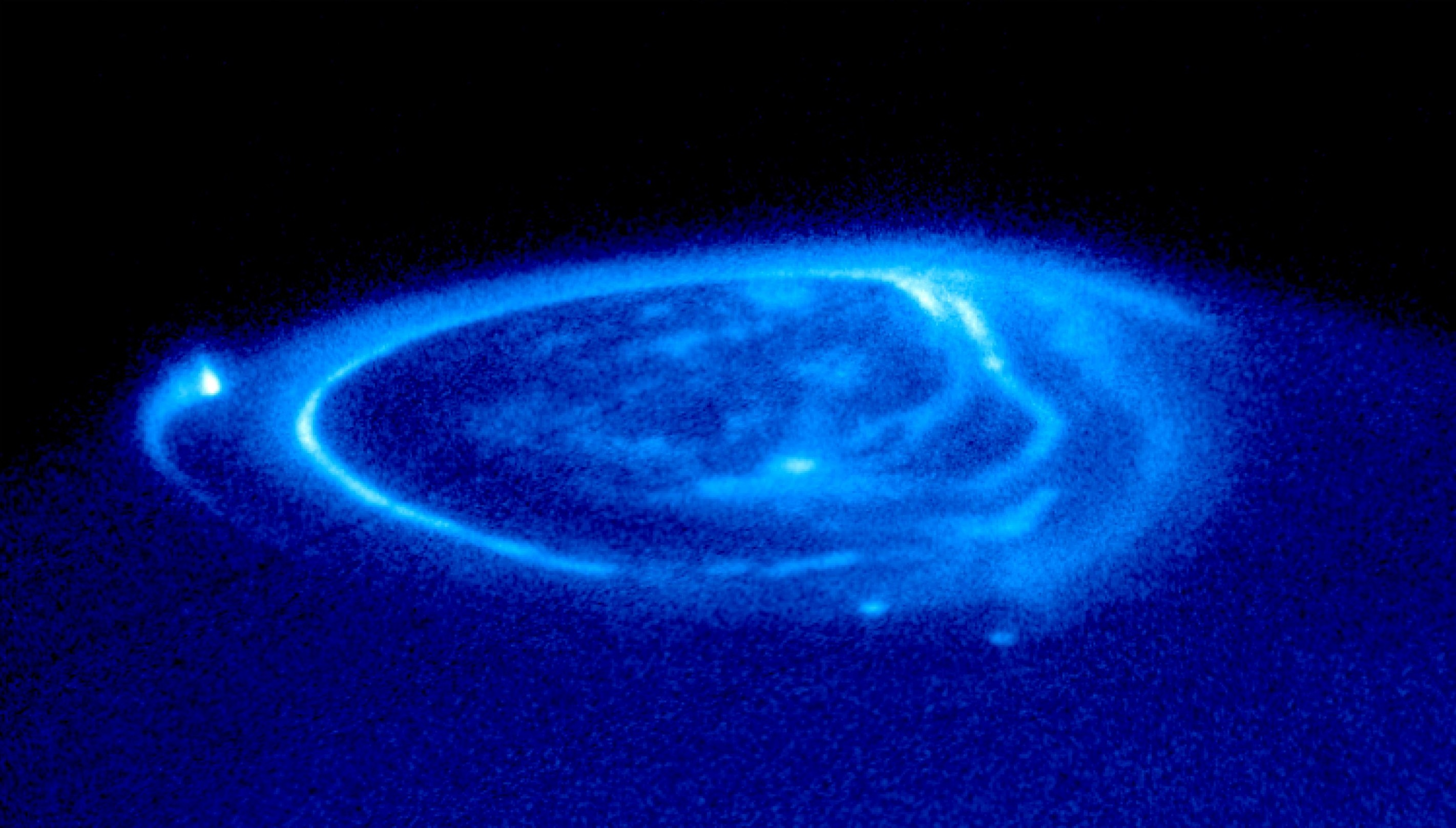
Snímek polární záře na Jupiteru, jak ji v ultrafialovém oboru spektra zaznamenal Hubbleův vesmírný dalekohled

Ultrafialové (zkratka UV, z anglického ultraviolet) záření je elektromagnetické záření s vlnovou délkou kratší, než má viditelné světlo, avšak delší než má rentgenové záření. Pro člověka je neviditelné, existují však živočichové (ptáci, plazi, některý hmyz), kteří jej dokážou vnímat. Jeho přirozeným zdrojem je Slunce. 

## Objev
Ultrafialové záření objevil německý fyzik Johann Wilhelm Ritter v roce 1801. Pojmenoval ho „dezoxidační“ světlo. Nynější název dostalo později v 19. století.

## Rozdělení
UV záření, jakožto oblast elektromagnetického spektra, se dělí na blízké ultrafialové záření o vlnové délce 400–200 nm) a daleké ultrafialové záření (200–10 nm), resp. energií fotonů mezi 3,1 a 124 eV.
| Název                                     | Zkratka  | Vlnová délka v nanometrech |
| ----------------------------------------- | -------- | -------------------------- |
| Blízké                                    | NUV      | 400–200                    |
| UVA, dlouhovlnné, „černé světlo“          | UVA      | 400–315                    |
| UVB, středněvlnné                         | UVB      | 315–280                    |
| UVC, krátkovlnné, „dezinfekční“           | UVC      | 280–100                    |
| DUV, hluboké ultrafialové[zdroj?]         | DUV      | pod 300                    |
| Daleké, řidčeji „vzduchoprázdné“ (vacuum) | FUV, VUV | 200–10                     |
| Extrémní nebo „hluboké“                   | EUV, XUV | 121–10                     |

Rozdělení na spektrální oblasti (též „typy“) UVA, UVB a UVC je především z hlediska biologických účinků UV záření.
Označení „vzduchoprázdné ultrafialové“ záření (v anglické literatuře vacuum ultraviolet, VUV) naráží na skutečnost, že tento typ záření je před dopadem na zemský povrch pohlcován vzduchem.
Označení „hluboké ultrafialové“ záření (deep ultraviolet, DUV) je používáno ve fotolitografii a technologiích používající principu laseru.

### UVA
Má vlnovou délku od 315 do 400 nm. Používá se pro buzení fluorescence a luminiscence při testování pravosti bankovek nebo v dekoračním a trikovém osvětlování, kde se označuje jako tzv. černé světlo. Asi 99 % UV záření, které dopadne na zemský povrch, je ze spektrální oblasti UVA a je obecně považováno za bezpečné. Přímý pohled do zdroje světla nebo dlouhodobé vystavení jsou přesto nebezpečné.

### UVB
Záření UVB má vlnovou délku v rozsahu od 280 do 315 nm. Je z převážné většiny absorbováno ozonem ve stratosféře, resp. ozónové vrstvě. Z typického slunečního záření 350–900 W/m², které dopadá na nejvyšší vrstvy atmosféry, neproniká prakticky žádné UV záření s vlnovou délkou pod cca 295 nm; od této hranice se na zemský povrch dostává měkčí UV záření – záření UVA o vlnové délce 400 nm se na zem dostane 550 mW/m² (z přibližně 1700 mW/m² z horních vrstev atmosféry). Ozón a kyslík propustí na povrch Země zhruba třetinu UV záření.
Záření UVB je zhoubné pro živé organismy. Jeho energie je schopná rozkládat nebo narušovat bílkoviny nebo jiné životně důležité organické sloučeniny s vážnými následky pro metabolismus postiženého jedince. Je-li zasažena DNA může vést ke vzniku rakoviny. Např. zvýšení intenzity UVB záření o každá 2 % může znamenat zvýšení výskytu rakoviny kůže o 3–6 %. Kromě kůže má UVB největší dopad i na oči (potažmo zrak) – takto tvrdé záření dokáže poničit až zcela spálit tyčinky a čípky, gangliové buňky a nervová zakončení v rohovce (tzv. „sněžná slepota“). Větší dopad má na jednobuněčné organismy, které dokáže zničit zcela (dokáže změnit strukturu molekuly DNA nesoucí genetickou informaci, vyvolat poškození funkcí organel, ovlivnit osmotický tlak nebo spustit lyzi). Proniká i vodou, ale jen do hloubky několika metrů (kde je však soustředěna většina vodních organismů). UVB záření též negativně ovlivňuje růst zelených rostlin, účinnost fotosyntézy, ale i třeba celkovou plochu jejich listů. U dvou třetin hospodářských plodin byl zjištěn úbytek zemědělské produkce v souvislosti se zvýšeným působením UVB záření (např. u sóji každé jedno procento zvýšení UVB odpovídalo procentuálnímu úbytku úrody).
Dlouhodobě zvýšené působení UVB záření by vyústilo v nepředvídatelné změny v morfologii biosféry (každý živočišný či rostlinný druh je na UV záření různě citlivý). Trend směřující k dominanci odolnějších druhů nad méně odolnějšími by odstartoval nesmírně složitou síť kauzálních mezidruhových vztahů, jejichž důsledky není možné odhadnout.
Opalovací krémy, které mají dobře chránit pokožku člověka před nadměrným poškozením UV zářením, by měly mít v popisu napsáno "chrání před UVA a UVB zářením". Životu nejnebezpečnější UVC záření prakticky neprochází atmosférou, proto se typ UVC u opalovací krémů neřeší.

### UVC
Je nejtvrdší UV záření – jeho vlnová délka je kratší než 280 nm. Toto záření je jedním ze dvou způsobů vzniku ozónu – při dopadu na dvouatomovou molekulu kyslíku (O2) jí toto záření dodá energii pro vznik ozónu, který je touto reakcí absorbován. Jinak řečeno, plynný kyslík je významný inhibitor dopadu UVC záření na zemský povrch. Záření UVC je prokazatelně zhoubné (karcinogenní) pro živé organismy. Na rozdíl od UVB, které dokáže proniknout jen několika vrstvami buněk, je penetrace UVC pletivy a tkáněmi živých organismů poměrně větší. Toto UV záření již začíná být ionizující.

### VUV
Vacuum UV nižší než 200 nm oficiálně patří pod rozdělení UVC, výrazně štěpí kyslík na ozon O3. Běžně udávaný rozsah 100–200 nm.

### EUV
Extrémní ultrafialové záření s vlnovými délkami nižšími než 31 nm se podílí na některých chemických procesech ionosféry, zejména její nejsvrchnější vrstvy (vrstvy F).

## Využití

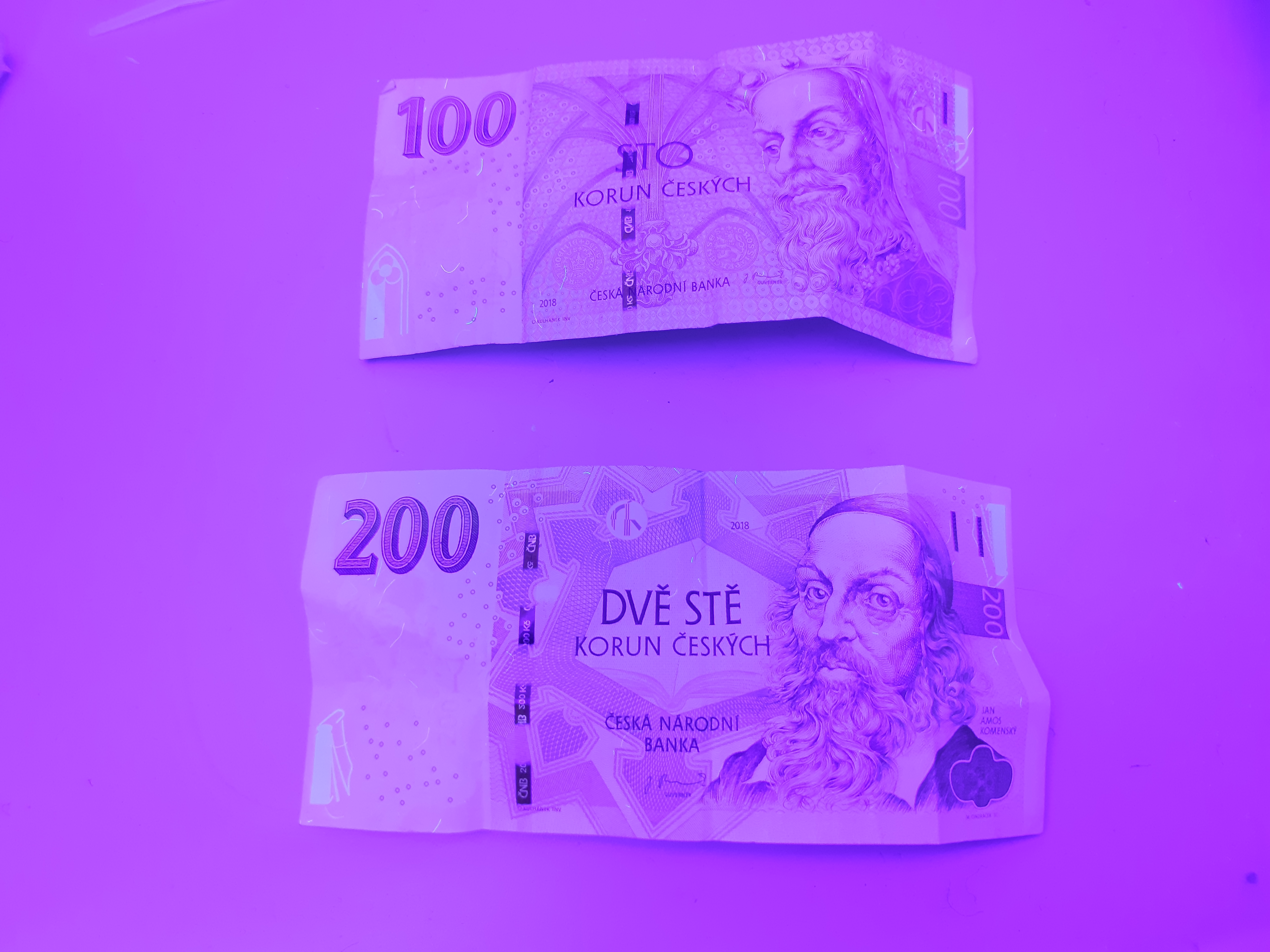
Bankovky 100 a 200 KČ pod ultrafialovým zářením, patrná jsou zářící vlákna a grafické motivy vlevo dole a vpravo nahoře.

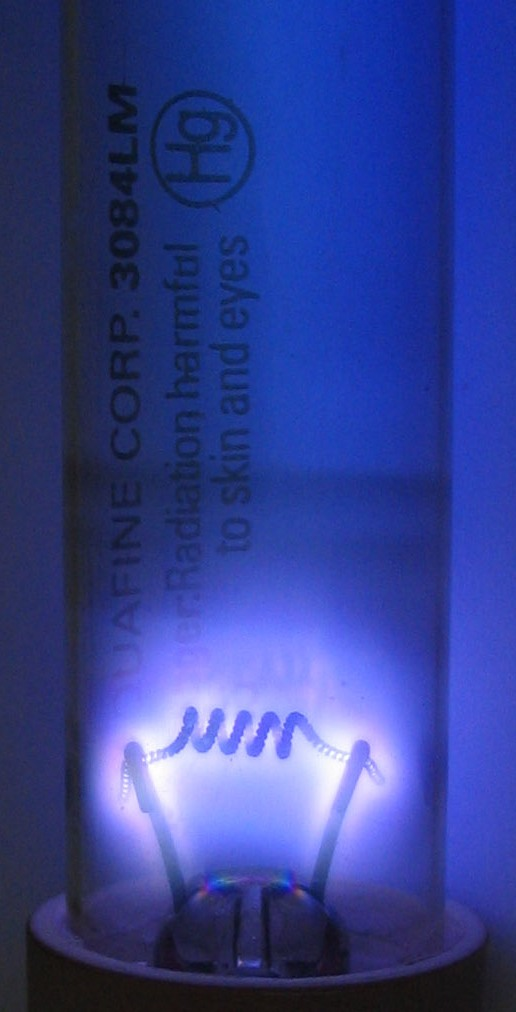
Zážeh výboje v ultrafialové dezinfekční lampě

- svítidla na kontrolu např. cenných papírů, kreditních karet, některých dokladů
- výbojkové obloukové lampy (xenon, měď)
- astronomie (Wienův zákon)
- dezinfekce (germicidní lampa), dezinsekce
- spektrofotometrie
- analýza minerálů
- spektroskopie
- genetika (tzv. markery – „značkovací látky“)
- chemické markery
- biochemie
- fotochemoterapie
- fotografie (ultrafialová fotografie)
- fototerapie
- fotolitografie
- laserová technologie
- kontrola elektrického průboje
- sterilizace (v biologických laboratořích)
- čištění vody
- zpracování jídla
- detektory požáru
- „neviditelný inkoust“
- opalování
- vymazávání paměťových modulů EPROM
- příprava polymerů s nízkou povrchovou energií pro lepidla a laky
- stabilizátory při výrobě plastů, kosmetiky a filmů
- archeologie (čtení poškozených papyrů)
- soudní znalectví
- odborné posudky obrazů

## Souvislost s evolucí
Podle moderních modelů evoluce je vznik a evoluce prvotních proteinů a enzymů schopných reprodukce připisován právě existenci ultrafialového záření. To způsobuje, že sousední dvoušroubovicové páry thyminu v DNA se mohou spojit do kovalentní vazby a tím přerušit vlákno, které reproduktivní enzymy nedokážou zkopírovat. To během genetické replikace či syntézy proteinů vede k posunutí proti sobě orientovaných bází DNA, jehož konečným důsledkem je selhání přenosu genetické informace a smrt organizmu. První prokaryotické organismy, které se přibližovaly hladině prehistorických oceánů – před tím, než byla zformována ozónová vrstva, blokující většinu ultrafialového záření – neustále hynuly. Těch několik málo přeživších si vytvořilo enzymy, které přepracovaly a rozbily thyminové kovalentní vazby (tzv. excision repair enzymes – enzymy opravující vynechání při spiralizaci). Mnoho enzymů a bílkovin, které se účastní moderní mitózy a meiózy, jsou extrémně podobné enzymům opravujícím vynechání při spiralizaci a jsou považovány za potomky enzymů, které poprvé přestály působení ultrafialového záření.